# ペリリュー (強襲揚陸艦)
ペリリュー (USS Peleliu、LHA-5) は、アメリカ海軍の揚陸艦。タラワ級強襲揚陸艦の5番艦。艦名は第二次世界大戦中にペリリュー島（現パラオ・ペリリュー州）で行われたペリリューの戦いに因む。当初はダナン (Da Nang) と命名される予定であったが、ベトナム戦争の敗戦に伴い1978年2月15日にペリリューに改名された。

## 艦歴
1976年11月26日、ミシシッピ州パスカグーラのインガルス造船で起工。1978年11月25日にアメリカ海軍作戦部長トーマス・B・ヘイワードの妻、ペギー・ヘイワードによって命名、進水し、1980年5月3日、T・P・スコット艦長の下で就役した。
就役後、ペリリューは直ちに南へ舵を取ってパナマ運河を抜け、5月27日に赤道を通過した後、カリフォルニア州のロングビーチに配備された。なお、このペリリューは就役してから赤道を通過するまでの期間がアメリカ海軍艦艇の中でもっとも短い。
1991年6月、砂漠の嵐作戦の後ペルシャ湾からの帰還途中にペリリューはフィリピンのピナトゥボ山の噴火から避難するスービック湾海軍基地の人員救助に参加した。この噴火は過去100年間で最大のものであり、広範な地域に火山灰が降り注ぎ、海軍基地の施設の多くが破壊された。避難者の中には産婦人科の患者が数名含まれていたため、多くの赤ん坊が艦内で誕生した。
1994年4月から8月にかけて、ルワンダ紛争への対応の一環として、ディスタント・ランナー作戦とサポート・ホープ作戦に従事した。
1997年4月から5月にかけて、イラクの国連査察を支援するタスクフォースの一員としてペルシア湾に配備された。
1999年10月26日から11月27日まで、オーストラリア軍が主導する東ティモール国際軍の一部として、東ティモールの平和維持活動に配備された。
2001年9月にも東ティモールで人道活動を実施。しかし、9月11日に発生したアメリカ同時多発テロ事件を受けてアメリカ中央軍の指揮下に入り、パキスタンからの非戦闘員を避難させる計画の準備・検討などを行った。その後、不朽の自由作戦の一環として最初の海兵隊部隊をアフガニスタンに送り届けた。
2001年11月、カタールのドーハで開催された世界貿易機関（WTO）会議の警備に従事。続いて、ジブチで行われた「イメージ・ノーチラス」演習に参加した。
2003年8月22日、イラクの自由作戦の支援のためサンディエゴを出発。
2004年1月1日、ペリリューは北アラビア海で一隻のダウ船を停船させ、翌2日に拿捕、15名の身柄を確保した。船からは2,800ポンド (1,300 kg) の大麻樹脂（末端価格およそ1,100万ドル）が押収された。
2008年8月8日、アデン湾でシンガポール貨物船「Gem of Kilakarai」から、2隻の小船に乗った海賊から攻撃を受けているとの救難信号を受信し、ヘリコプター3機を発進させて海賊の撃退に成功。
2010年5月にサンディエゴを出港し、アデン湾で海上警備行動と多国間演習を実施。また、不朽の自由作戦の支援のためアフガニスタンでの近接航空支援を提供した。8月から10月にかけて、パキスタンで発生した水害に対する人道支援活動を実施。
2012年1月から3月にかけて、アイアン・フィスト演習に参加。
2015年3月31日、退役。その後、ハワイの真珠湾にある退役艦用の整備施設で予備艦として係留状態に置かれた。